# Введенская церковь (Боровск)
Храм Введения в Церковь Пресвятой Богородицы (Введенская церковь, бывшая церковь Покрова Пресвятой Богородицы 1-й старообрядческой общины) — старообрядческий православный храм в городе Боровске Калужской области. Относится к Московской епархии Русской православной старообрядческой церкви.

## История
В 1905 году старообрядческий епископ Калужский и Смоленский Иона (Александров) рукоположил для Покровской общины Боровска священника Афанасий Дионисиевича Ковшова. Покровская община была старейшей в городе, но не имела полноценного храма. В конце XIX века от неё отделилась Всехсвятская община, построившая во второй половине 1890-х годов собственную моленную. Кроме того, в городе существовала вторая Покровская община неокружников. Строительство старообрядческих церквей стало возможно после издания указа «Об укреплении начал веротерпимости» в 1905 году. Строительство нового Покровского храма началось в 1906 году. Его попечителем был Фёдор Иванович Шокин, а церковным старостой — Поликарп Георгиевич Капырин.
19 февраля 1908 года община получила официальную регистрацию. 13 июля того же года в строящемся храме состоялась закладка престола, а 16 ноября подняты колокола на временную звонницу. 18 декабря 1908 года храм был освящён честь Покрова Пресвятой Богородицы. Чин освящения возглавил старообрядческий архиепископ Иоанн (Картушин). 28 июля 1910 года храм посетил великий князь Михаил Александрович. В память об этом визите была изготовлена гранитная доска. 24 июня 1912 года начато строительство колокольни, которое было завершено 15 февраля 1914 года.
Во время Первой мировой войны община переоборудовала здание своей старой моленной под лазарет для больных и раненных воинов на 15 коек. 1 марта 1915 года во время всенощного бдения скоропостижно скончался о. Афанасий. Он был похоронен в церковной ограде с восточной стороны алтаря. Новым священником поставлен Иоиль Родионович Ульянов, прослуживший в храме до его закрытия в 1930-х годах.
После закрытия в храме располагалась деревообрабатывающая артель. Во время немецкой оккупации храм возвращён верующим. Его открытие было недолгим: службы совершались с 30 ноября по 7 декабря 1941 года, а затем здание превратили в тюрьму для русских военнопленных. Тогда же взрывали землю возле церкви, чтобы хоронить павших немцев. В 1945 году здание храма превратили в склад зерна и овощей, а позже — в инкубаторную станцию, которая просуществовала до 1990 года. В послевоенное время отец Иоиль, до своей смерти в 1970 году, совершал службы в доме у Александра Ивановича Куркина.
Храм возвращён верующим в 1989 году. 4 апреля 1990 года епископ Клинцовско-Ржевский Лукиян (Абрамкин) освятил церковь в честь Введения во храм Пресвятой Богородицы. Настоятелем храма поставлен отец Артемон Шендригайлов. Восстановление храма шло медленно. Только в 2015 году были подняты колокола.
С 2009 года в сентябре ежегодно проводится крестный ход Верея — Боровск в память о боярыне Феодосии Морозовой и её сестре княгине Евдокии Урусовой.

## Комментарии
1. ↑  В источниках часто указывается как Ф. М. Шокин